# La loba y la paloma
La loba y la paloma és una pel·lícula dramàtica "estructuralista" amb pretensions de thriller psicològic de coproducció hispano-francesa del 1974 dirigida per Gonzalo Suárez, coautor també del guió amb Juan Cueto Alas, rodada entre Villaviciosa i Llanes (Astúries) i protagonitzada per Donald Pleasence i Carmen Sevilla, qui ensenyava el pit per primer cop al cinema.

## Sinopsi
En un lloc anomenat Rocanegra, Maria és l'única persona que coneix el parador d'una estàtua d'or prehistòrica que es disputen uns personatges sense escrúpols. Però la petita, traumatitzada per haver presenciat la mort del seu pare Acebo, descobridor de l'estàtua, a mans del seu soci, ha estat internada en un manicomi, i ningú aconsegueix fer-li recuperar la parla. D'aquesta manera la nena es converteix en el plànol vivent del tresor. Fer-la parlar és l'objectiu que, amb persuasió o violència, tots persegueixen.

## Repartiment
- Carmen Sevilla... Sandra
- Donald Pleasence... Martin Zayas
- Michael Dunn 	... Bodo
- Muriel Catalá 	... Maria
- Aldo Sambrell 	... Atrilio
- José Jaspe 	... Acebo

## recepció
Fou exhibida com a part de la secció oficial del Festival Internacional de Cinema de Sant Sebastià 1974 el 8 de setembre, on fou força protestada pel públic,